# 因弗克萊德
因弗克莱德（英語：Inverclyde），是英国苏格兰的32个一级行政区之一，也是面积和人口数量都非常小的区域。它地处苏格兰主要河流克莱德河入海口，历史上曾经是苏格兰乃至英国最重要的造船业基地，1950年IBM也在这里设立制造中心。但是随着英国工业的消退和转移，这个地区的失业和其它问题相当严重，目前的人均预期寿命为英国倒数第二，仅略好于格拉斯哥。面积160平方（62平方英里），人口80,310（2013年）。地区行政中心在格里諾克。

## 外部連結
- 维基共享资源上的相關多媒體資源：因弗克萊德